# Поду-Попа-Нає
Поду-Попа-Нає (рум. Podu Popa Nae) — село у повіті Джурджу в Румунії. Входить до складу комуни Гейсень.
Село розташоване на відстані 39 км на захід від Бухареста, 74 км на північний захід від Джурджу, 144 км на схід від Крайови, 126 км на південь від Брашова.

## Населення
За даними перепису населення 2002 року у селі проживали 224 особи, усі — румуни. Усі жителі села рідною мовою назвали румунську.